# Schizonycha modesta
Schizonycha modesta är en skalbaggsart som beskrevs av Edgar von Harold 1879. Schizonycha modesta ingår i släktet Schizonycha och familjen Melolonthidae. Inga underarter finns listade i Catalogue of Life.